# Louise Charpentier
Louise Charpentier (* 1902 in Paris; † 19. Dezember 1964 ebenda) war eine französische Harfenistin und Komponistin.

## Kindheit und Ausbildung
Louise Charpentier wurde als einziges Mädchen in eine Musikerfamilie geboren und hatte mindestens zwei ältere Brüder. Schon im Grundschulalter lernte sie mehrere Instrumente, darunter Violine, Viola, Klavier und Harmonium. Ihr Vater Victor Charpentier war Solocellist und später Dirigent des Orchestre de l'Opera national de Paris und ebenfalls tätig als künstlerischer Leiter des Rundfunkprogrammes Radio-Paris. Ihr Onkel, Gustave Charpentier, war Komponist. 1900 wurde seine Oper Louise (Oper) in Paris uraufgeführt, nach deren Protagonistin Louise benannt wurde. Ihre Großmutter väterlicherseits besaß ein kleines Geschäft für Musikinstrumente im Pariser Viertel Petit Louxembourg. Aus dessen Bestand stammte Charpentiers erste Harfe, die sie mit sechs Jahren von ihrer Großmutter geschenkt bekam. Die Familie Charpentier lebte im selben Gebäude, in dem das Orchester probte im achten Arrondissement in der 222 Rue de Faubourg Saint-Honoré.
Louise Charpentier begann mit 16 Jahren Harfenunterricht bei Lily Laskine zu nehmen, welche sie über ihren Vater im Orchester kennenlernte. Innerhalb von zwei Jahren bereitete Laskine sie auf die Aufnahmeprüfung am Pariser Konservatorium vor, welche sie 1920 erfolgreich bestand. Sie begann ihr Harfenstudium unter Marcel Tournier, doch fand sie dort keinen Anschluss. Drei Monate nachdem sie das Studium aufgenommen hatte, waren ihre Eltern gezwungen sie zu exmatrikulieren. Kurz darauf erkrankte sie. Ihr Zustand besserte sich, als ihre Mutter sie bei der Harfenistin Henriette Renié vorstellte. Sie nahm den Unterricht wieder auf und bereitete sich auf den zur damaligen Zeit (~1920/21, genaues Datum unbekannt) bedeutsamen Harfenwettbewerb Concours Henriette Renié vor. Kurz darauf verkaufte ihre Großmutter ihr Musikinstrumentengeschäft und vererbte ihr eine Doppelpedalharfe des renommierten Instrumentenbauers Sébastien Érard.
Parallel zu ihrem Unterricht half Louise Charpentier im Orchester ihres Vaters aus, wo sie einen Journalisten und Dichter kennenlernte, die beiden heirateten. Die Ehe war von kurzer Dauer, Charpentiers Mann verstarb überraschend früh und hinterließ ihr eine Tochter (Name und Lebensdaten unbekannt). Ein Erfolg im Wettbewerb blieb aus, die Jury erklärte ihr Spiel sei „zu emotional und ihre Interpretation lasse vermuten, sie spiele mit Kopfschmerzen“. Louise verbrachte die folgenden Jahre, insbesondere den Zweiten Weltkrieg, damit, ihre Tochter großzuziehen, kleine Konzerte zu geben und weiterhin als Aushilfe im Orchester zu spielen.

## Schaffen: La Boîte à Musique

### 1948–1957
1948 entwickelten Louise Charpentier und ihre Freundin, die Buchhalterin und spätere Autorin ihrer Biografie, Suzanne Boyer, auf die Idee der Boîte à Musique: Sie wollten, um Übernachtungs- und Transportkosten zu minimieren und der starken Konkurrenz der Pariser Musikszene zu entgehen, einen Campingbus kaufen, der groß genug wäre, die beiden Frauen inklusive Harfe durch das Land zu transportieren. Louise Charpentiers Motivation war zudem, die Harfe in der Bevölkerung bekannter zu machen. 350.000 französische Francs benötigten sie für die Anschaffung des Gefährts, die sie durch eigene Ersparnisse und Unterstützung von Freunden und Familie, allen voran Charpentiers Bruder Alex Charpentier, sowie einen Kredit aufbrachten. Am 18. August 1949 verließ der Camper Boîte à musique, benannt nach der gleichnamigen Komposition von Louise Charpentier, Paris in Richtung Süden nach Saint-Germain-en-Laye, wo die Harfenistin ihr erstes Konzert spielte.
Die kommenden acht Jahre von 1949 bis 1957 verbrachten Boyer und Charpentier den Großteil ihrer Zeit in diesem Auto. Sie gaben Konzerte in Guillestre, Gap, Briançon, Lyon, Marseille, Sisteron, wo sie Hector Malot kennenlernten, Riez-la-Romaine, wo sie mit dem französischen Schriftsteller Jean Giono Freundschaft schlossen, Moustiers-Sainte-Marie, Digne, Avignon, Nyons, Arles, Crest, Cavaillon, Saint-Rémy-de-Provence, Baux, Toulon, Aix-en-Provence, Oraison, Thionville, bevor sie die französische Grenze in Richtung Belgien überquerten.
In Belgien gab Louise Charpentier 24 Konzerte in Genval, Brüssel, Anvers, Brügge, Ostende, Blankenberge, Tamines, Eupen und Spa (Belgien).
Danach folgten Konzerte in der Schweiz, ebenfalls 24 an der Zahl, u. a. in Lausanne, Genf und Saint-Veran, bevor sie über den Furka-Pass nach Freiburg im Breisgau reisten. Der Oktober 1952 markierte das Ende des dritten Jahres der Boîte à Musique, welches Charpentier und Boyer mit einer Konzertreise durch die Bourgogne verbrachten, ehe sie später die Grenze in Richtung Deutschland überquerten. Charpentier gab Konzerte vor allem im Saarland in Homburg, Saarbrücken, Dillingen, Völklingen, Wadern und Sulzbach. Zu Beginn des Jahres 1953 verließ die „Boîte à Musique“ erneut Paris in Richtung Spanien nach Katalonien. Auf dem Weg dorthin gab Louise Konzerte in Grenoble und Le Boulou. In Spanien konzertierte sie in Jonquera, Girona, Barcelona, Lerida, Saragossa, Tarragona, Madrid, Granada und Jerez. Danach setzten sie ihre Reise ins Baskenland fort bis Bilbao und fuhren weiter nach Sevilla (Andalusien). Von dort aus fuhren sie in Richtung Galicien, wo Charpentier Konzerte in Ourense, Monforte de Lemos, Villagarcia de Arosa, Vigo und Santiago de Compostela spielte. Ab 1. März 1953 reisten Louise und Suzanne weiter durch Spanien und gaben Konzerte in Andalusien, Marokko und Valencia. Louise Charpentier gab in dieser Zeit insgesamt 700 Solokonzerte.

### 1957–1964
Ab 1957 veränderte sich die Art und Weise ihrer Konzerte. Nachdem sie ihre Leidenschaft für Kinderkonzerte entdeckt hatte, begann Louise Charpentier musikalische Erzählungen zu schreiben (Contes Musicales). Diese Stücke wurden unter anderem in Schulen, Kirchen und Waisenhäusern aufgeführt. Charpentier spielte die Musik, während Suzanne Boyer erzählte. Als sich die beiden Frauen im Jahre 1962 in Nyons in der französischen Provence zur Ruhe setzten, hatte Charpentier insgesamt 1040 Soloperformances und gemeinsam mit Boyer 1700 Vorstellungen an 74 Schulen in der Normandie gegeben.
Am 19. Dezember 1964 starb Louise Charpentier an einer Krebserkrankung.

## Rezeption
Die Fondation Louise Charpentier, geleitet von Suzanne Boyer, rief 1984 den Harfenwettbewerb Concours Louise Charpentier zu ihren Ehren ins Leben. Er wurde bis 2003 acht Mal ausgetragen mit namhaften Preisträgerinnen wie Marie-Pierre Langlament und Marion Lénart. 2005 wurde der Wettbewerb durch den internationalen Harfenwettbewerb der Cité des Arts in Paris ersetzt. 1968 veröffentlichte Suzanne Boyer ihre Biographie Louise Charpentier: Troubadour des zwanzigsten Jahrhunderts oder die Seele einer Harfe mit einem Vorwort von Jean Giono, über Charpentier und ihr gemeinsames Schaffen.

## Werke

### Werke für Harfe Solo
- Suite Francaise
- La Boîte à musique
- Pavane
- Printemps
- Rêverie „ô bien aimée“
- Recuerdos de Mulhácen
- Por los caminos de Espagna
- Berceuse dans les ruines
- Summer Love Call
- Valse (Matin de Pâques)
- Sur le Lac Farnarella
- Aux Fleurs de Saint-Veran
- Danse de petits lapins
- Promenade

### Werke für Anfänger (Harfe solo)
- Chanson de Nikaya
- Prélude
- Petit Enfant, il ne faut pas pleurer
- Près d'un berceau
- Matin d'enfant Chanson pour Cri-Cri

### Bearbeitungen für Harfe
- Variations sur „Le gai laboureur“ de Schumann
- Airs Polonais (Chopin - Liszt)
- Le roi a fait battre tambour

### Musikalische Erzählungen - Tonträger
- Le rêve de Piglou (Herausgegeben von La Porte Oceane)
- La merveilleuse Histoire des Grenades Couronnes (Hrsg. CEPEDIC)
- La Rose Jardin de Piglou (Hrsg. M. C. F.)